# Henry Faulds

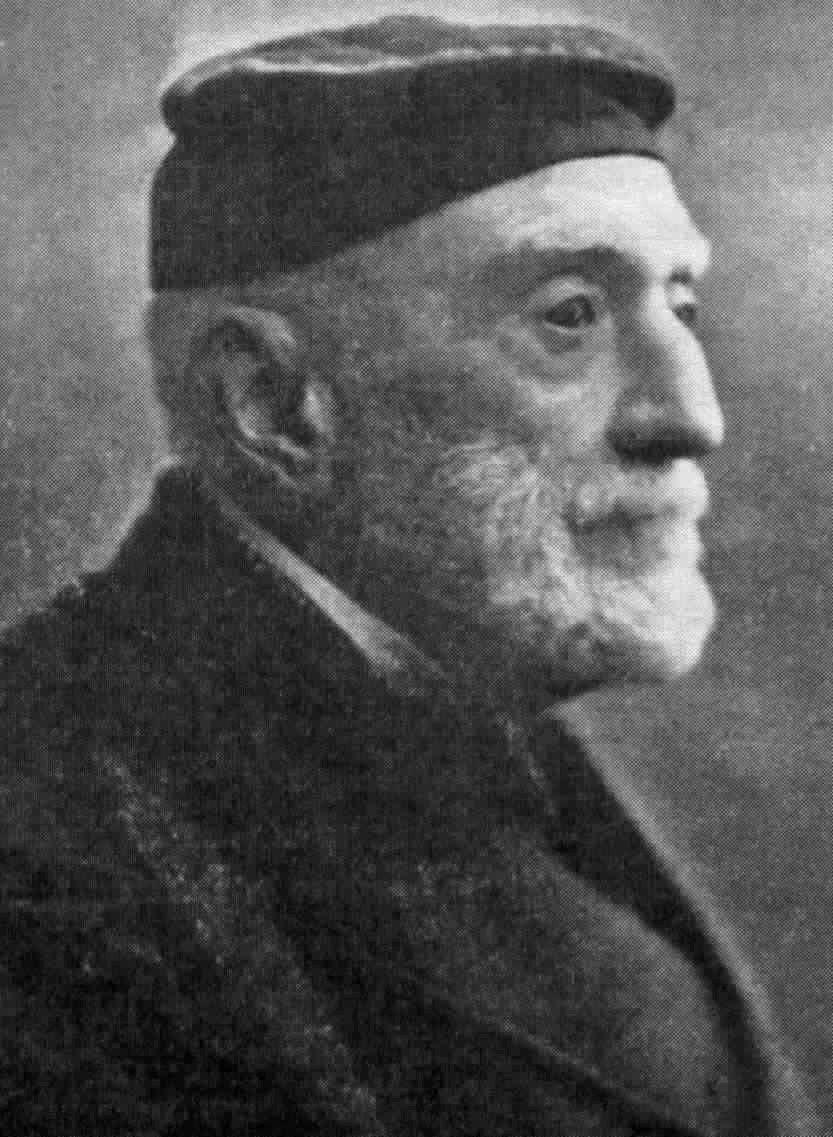

Henry Faulds (* 1. Juni 1843 in Beith, Schottland; † 19. März 1930 in Wolstanton) war ein schottischer Mediziner und Missionar, der einen wichtigen Beitrag zur Entwicklung des Fingerabdrucksverfahrens (Daktyloskopie) leistete.

## Studium
Henry Faulds wurde in Beith (Ayrshire) geboren. Seine Familie hatte zunächst ein ausreichendes Einkommen, doch geriet der Vater in finanzielle Schwierigkeiten, und Henry musste mit 13 Jahren die Schule verlassen, um in Glasgow eine Arbeit anzunehmen. Mit 21 Jahren entschied er sich, ein Studium an der Universität Glasgow aufzunehmen. Zunächst studierte er Mathematik, Logik und das klassische Schrifttum. Später widmete er sich der Medizin am Anderson’s College und erwarb 1868 eine ärztliche Lizenz.

## Indien
Nach dem Studienabschluss wurde er Missionar für die Schottische Kirche (Church of Scotland), die ihn zunächst nach Britisch-Indien schickte, wo er zwei Jahre in einem Armenhospital in Darjeeling wirkte.
Am 23. Juli 1873 wurde er durch ein Schreiben der United Presbyterian Church of Scotland beauftragt, eine Mission in Japan einzurichten. Das Land hatte nach mehr als zwei Jahrhunderten seine selbstgewählte Isolation aufgegeben und intensivierte unter der neuen Meiji-Regierung den Austausch mit der Welt. Im September jenes Jahres schloss Faulds die Ehe mit Isabella Wilson und brach im Dezember auf.

## Japan
Nach seiner Ankunft in Tokyo begann Faulds mit dem Aufbau eines Krankenhauses (Tsukiji-Hospital, Tsukijibyōin, 築地病院) und einer Ausbildungsstätte für Medizinstudenten im Stadtteil Tsukiji, der Ausländern zugewiesen worden war. Die japanische Chirurgie verdankt ihm die Einführung der aseptischen Maßnahmen von Joseph Lister. 1875 war er bei der Gründung der ersten japanischen Gesellschaft für Blinde (Rakuzenkai, 楽善会) und 1880 bei der Einrichtung der ersten Blindenschule (Rakuzenkai kunmō-in, 楽善会訓盲院) beteiligt. 1882 wurden in seinem Krankenhaus jährlich 15.000 Patienten behandelt.
Neben diesen Aktivitäten verfasste er akademische Artikel und schrieb zwei Reisebücher. Als er seinen Freund, den amerikanischen Archäologen Edward S. Morse, bei dessen Grabung am berühmten Molluskenhaufen von Ōmori begleitete, wurde er auf die Fingerabdrücke in den dort gefundenen Tonscherben aufmerksam. Beim Vergleich von mehreren tausend Fingerabdrücken erkannte er, dass diese für jedes Individuum spezifische Formen zeigten, von Kindheit an gleich bleiben und auch nicht veränderbar sind. Als es kurz danach zu einem Einbruch in sein Krankenhaus kam und ein Mitglied seines Personals in Verdacht geriet, verglich er dessen Fingerabdrücke mit jenen am Ort des Einbruchs. Hierauf wurde der Festgenommene wieder freigesetzt. Unter den ausländischen Medizinern in Japan war der deutsche Pathologe Wilhelm Dönitz, der die Bedeutung der Entdeckung von Faulds erkannte und das Verfahren in die japanische Forensik einführte.
Nach eingehenden Untersuchungen der menschlichen Hautleisten schickte Faulds 1880 einen Brief an die Zeitschrift Nature, in dem er vorschlug, Fingerabdrücke am Tatort zur Identifikation der Täter zu nutzen und dafür alle zehn Finger zu daktyloskopieren. Im folgenden Monat schrieb Sir William James Herschel, ein Kolonialbeamter in Bengalen, an die Zeitschrift und teilte mit, dass er Fingerabdrücke seit 1860 nutze, um die Empfänger von Pensionszahlungen zu unterscheiden und so Betrug zu vermeiden. Es folgten Jahrzehnte einer erbitterten Fehde um die Ehre der Erstentdeckung.

## Rückkehr nach England
Wegen diverser Streitigkeiten bezüglich der Führung des Hospitals in Tokyo kehrte Faulds 1886 nach Großbritannien zurück. Scotland Yard lehnte sein Konzept ab. Eines der Hauptprobleme war das Fehlen eines Klassifikationssystems, was den Vergleich von Abdrücken am Tatort mit den bereits registrierten Abdrücken nicht praktikabel machte.
Faulds praktizierte als Chirurg, zunächst in London, später in Fenton (Stoke-on-Trent). 1922 verkaufte er seine Praxis und zog nach Wolstanton, wo er im Alter von 86 Jahren starb – tief verbittert wegen der ihm versagten Anerkennung.

## Historische Würdigung
Das Verfahren der Identifikation von Personen anhand von Fingerabdrücken wurde während der 1860er Jahre erstmals von William James Herschel in Indien genutzt. Der Vorschlag, dieses in der Forensik zu nutzen, kam 1880 von Henry Faulds. Der Engländer Francis Galton (1822–1911), der Faulds Idee übernahm, ohne auf diesen hinzuweisen, sorgte mit einem Klassifizierungssystem für die praktische polizeiliche Nutzung.

## Werke
- Henry Faulds: Nine years in Nipon: Sketches of Japanese life and manners. Boston: Cupples & Hurd, 1888. * Henry Faulds: East Asia. Longton, Staffs. 1897
- Henry Faulds: Guide to finger-print identification. Hanley : Wood, Mitchell, 1905.
- Henry Faulds: The hidden hand: a contribution to the history of finger prints. [s. l., 1917]
- Henry Faulds: A manual of practical dactylography. : a work for the uswe of students of the finger-paint method of identification. London : The „Police review“ publishing co., ltd, [1923].